# Belgische Badmintonmeisterschaft 2014
Die Belgische Badmintonmeisterschaft 2014 fand vom 1. bis zum 2. Februar 2014 in Dendermonde statt.

## Medaillengewinner
| Disziplin    | Gold                           | Silber                             | Bronze                          |
| ------------ | ------------------------------ | ---------------------------------- | ------------------------------- |
| Herreneinzel | Yuhan Tan                      | Maxime Moreels                     | Jonathan Gillis                 |
| Herreneinzel | Yuhan Tan                      | Maxime Moreels                     | Frédéric Gaspard                |
| Dameneinzel  | Lianne Tan                     | Nining Kustyaningsih               | Sabine Devooght                 |
| Dameneinzel  | Lianne Tan                     | Nining Kustyaningsih               | Flore Vandenhoucke              |
| Herrendoppel | Matijs Dierickx Freek Golinski | Floris Oleffe Marijn Put           | Loic de Vrye Jonathan Gillis    |
| Herrendoppel | Matijs Dierickx Freek Golinski | Floris Oleffe Marijn Put           | Nick Marcoen Sam van den Broeck |
| Damendoppel  | Janne Elst Jelske Snoeck       | Sabine Devooght Flore Vandenhoucke | Presence Beelen Ann Knaepen     |
| Damendoppel  | Janne Elst Jelske Snoeck       | Sabine Devooght Flore Vandenhoucke | Elke Biesbrouck Debbie Janssens |
| Mixed        | Freek Golinski Janne Elst      | Hans Willems Debbie Janssens       | Floris Oleffe Steffi Annys      |
| Mixed        | Freek Golinski Janne Elst      | Hans Willems Debbie Janssens       | Matijs Dierickx Jelske Snoeck   |